# 하늘을 걷는 소년
"하늘을 걷는 소년"은 2008년에 개봉한 대한민국의 영화이다.

## 캐스팅
- 허이재 : 처녀 역
- 강산 : 소년 역
- 선우선 : 마리아 역
- 지현 : 여인 역
- 이성호 : 노신사 역
- 하은정 : 노신사 부인 역
- 이승진 : 신랑 역
- 박주환 : 선배 역
- 손영순 : 노파 역
- 정기섭 : 고앙원 사무원 역
- 조명연 : 퀵서비스 배달원 역
- 노경성 : 퀵서비스 사무원 역
- 안장훈 : 빈소사내 1 역
- 신용욱 : 빈소사내 2 역
- 이도상 : 경찰관 1 역
- 김필규 : 경찰관 2 역
- 김효선 : 여자피의자 1 역
- 김재흠 : 취객 1 역
- 김준태 : 도우미닭 역
- 전영수 : 장터 노인
- 이근우 : 장꾼 1 역
- 금준회 : 장꾼 2 역
- 이정주 : 장꾼 3 역
- 김선일 : 토마토밭 아줌마 역
- 김소영 : 자원봉사자 1 역
- 조형균 : 자원봉사자 2 역
- 강빛 : 소년 1 역
- 정정희 : 시어머니 역
- 우인순 : 고아원원장 역
- 허혜정 : 신부 역
- 장가화 : 여종원 역
- 유래영 : 빈소시비 사내 역
- 최광조 : 택배 보내는 남자 역
- 최율 : 경찰관 3 역
- 정현철 : 남자피의자 역
- 김인서 : 여자피의자 2 역
- 이상언 : 취객 2 역
- 김유신 : 취객 3 역
- 이지헌 : 도우미 1역
- 허연화 : 도우미 2역
- 최진호 : 제과점 주인역
- 최광호 : 결혼식 사회자 역
- 김효선 : 여자 피의자 역 (특별출연)